# Aplousobranchia
Aplousobranchia Lahille, 1886 è un ordine di organismi tunicati della classe Ascidiacea.

## Tassonomia
Comprende le seguenti famiglie:
- Clavelinidae Forbes & Hanley, 1848
- Diazonidae Seeliger, 1906
- Didemnidae Giard, 1872
- Euherdmaniidae Ritter, 1904
- Holozoidae Berrill, 1950
- Placentelidae Kott, 1992
- Polycitoridae Michaelsen, 1904
- Polyclinidae Milne-Edwards, 1841
- Ritterellidae Kott, 1992
- Vitrumidae Kott, 2009